# Verruca vertica
Verruca vertica is een zeepokkensoort uit de familie van de Verrucidae.